# Erythrophyllum
Erythrophyllum är ett släkte av bladmossor. Erythrophyllum ingår i klassen egentliga bladmossor, divisionen bladmossor och riket växter.
Kladogram enligt Catalogue of Life:
| Erythrophyllum | \| \| Erythrophyllum pulvinans \| \| \| \| \| \| Erythrophyllum stenopyxis \| \| \| \| \| \| Erythrophyllum yunnanense \| \| \| \| |
|                | \| \| Erythrophyllum pulvinans \| \| \| \| \| \| Erythrophyllum stenopyxis \| \| \| \| \| \| Erythrophyllum yunnanense \| \| \| \| |
|                | Archidiales |
|                | |
|                | Bryales |
|                | |
|                | Buxbaumiales |
|                | |
|                | Dicranales |
|                | |
|                | Fissidentales |
|                | |
|                | Funariales |
|                | |
|                | Grimmiales |
|                | |
|                | Hookeriales |
|                | |
|                | Hypnales |
|                | |
|                | Hypnobryales |
|                | |
|                | Isobryales |
|                | |
|                | Leucodontales |
|                | |
|                | Orthotrichales |
|                | |
|                | Polytrichales |
|                | |
|                | Pottiales |
|                | |
|                | Schistostegiales |
|                | |
|                | Seligerales |
|                | |
|                | Tetraphidae |
|                | |
|                | Tetraphidales |
|                | |
|                | Erythrophyllum pulvinans |
|                | |
|                | Erythrophyllum stenopyxis |
|                | |
|                | Erythrophyllum yunnanense |
|                | |

|  | Erythrophyllum pulvinans  |
|  |                           |
|  | Erythrophyllum stenopyxis |
|  |                           |
|  | Erythrophyllum yunnanense |
|  |                           |